# Current (periodico)
Current è un periodico commerciale in lingua inglese dedicato alle trasmissioni pubbliche negli Stati Uniti.
La Public Broadcasting Service (PBS) lo ha descritto come «il periodico più letto nel settore». È ufficialmente pubblicato dalla Current LLC. società con sede a Takoma Park, nel Maryland.

## Storia
Il giornale, fondato nel 1980, fu uno dei primi periodici lanciati dalla National Association of Educational Broadcaster (NAEB), un'associazione di emittenti non commerciali nata nel '25,, i cui membri erano i fondatori della PBS e della National Public Radio.
Dopo la bancarotta del NAEB nell''81, la rivista tornò in edicola l'anno successivo come servizio giornalistico indipendente della stazione televisiva pubblica WNET.

Nel 2010 WNET.org cedette Current alla American University School of Communication.